# Parachela williaminae
Parachela williaminae är en fiskart som beskrevs av Fowler, 1934. Parachela williaminae ingår i släktet Parachela och familjen karpfiskar. IUCN kategoriserar arten globalt som livskraftig. Inga underarter finns listade i Catalogue of Life.